# Indywidualne Mistrzostwa Wielkiej Brytanii na Żużlu 1967
Indywidualne mistrzostwa Wielkiej Brytanii na żużlu – cykl turniejów żużlowych mających wyłonić najlepszych żużlowców brytyjskich w 1967 roku. Tytuł wywalczył Barry Briggs z Swindon Robins. 

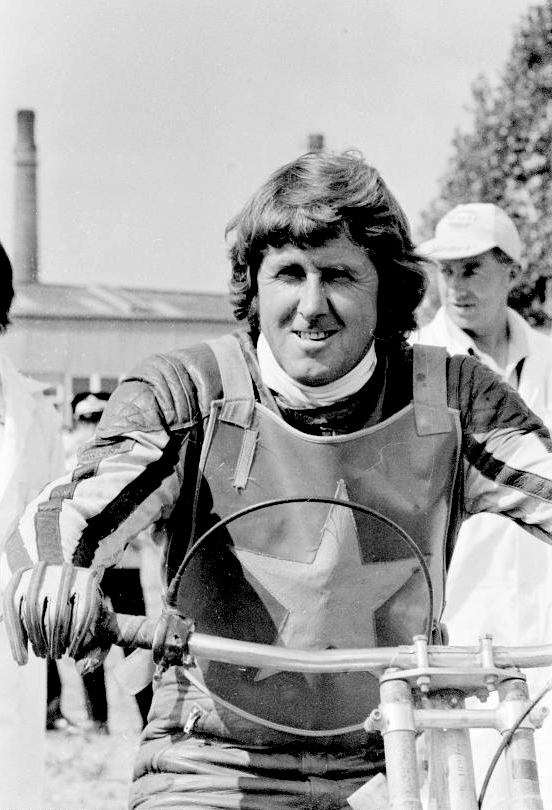
Barry Briggs - mistrz Wielkiej Brytanii 1967

## Wyniki

### Półfinał pierwszy
- 13 lipca 1967 r. (czwartek),  Sheffield

| Msc. | Zawodnik       | Klub                   | Pkt |  |  |
| ---- | -------------- | ---------------------- | --- |  |  |
| 1    | Reg Luckhurst  |                        | 13  |  |  |
| 2    | Eric Boocock   | Halifax Dukes          | 13  |  |  |
| 3    | Colin Pratt    | Cradley Heath Heathens | 10  |  |  |
| 4    | Mike Broadbank |                        | 10  |  |  |
| 5    | Martin Ashby   | Swindon Robins         | 10  |  |  |
| 6    | Rick France    |                        | 9   |  |  |
| 7    | Jim Airey      | Wolverhampton Wolves   | 9   |  |  |
| 8    | George Hunter  |                        | 9   |  |  |
| 9    | Charlie Monk   |                        | 8   |  |  |
| 10   | Bob Kilby      | Swindon Robins         | 7   |  |  |
| 11   | Norman Hunter  | West Ham Hammers       | 6   |  |  |
| 12   | Ronnie Genz    |                        | 5   |  |  |
| 13   | Alan Cowland   |                        | 3   |  |  |
| 14   | Bert Harkins   |                        | 3   |  |  |
| 15   | Neil Street    | Exeter Falcons         | 2   |  |  |
| 16   | Arnold Haley   |                        | 2   |  |  |

Awans: 8 do finału 

### Półfinał drugi
- 13 lipca 1967 r. (czwartek),  Londyn - Wimbledon

| Msc. | Zawodnik          | Klub               | Pkt |  |  |
| ---- | ----------------- | ------------------ | --- |  |  |
| 1    | Barry Briggs      | Swindon Robins     | 15  |  |  |
| 2    | Trevor Hedge      | Wimbledon Dons     | 11  |  |  |
| 3    | Terry Betts       | King’s Lynn Stars  | 11  |  |  |
| 4    | Roy Trigg         | Oxford Cheetahs    | 11  |  |  |
| 5    | Ray Wilson        | Long Eaton Archers | 10  |  |  |
| 6    | Ivan Mauger       | Newcastle Diamonds | 10  |  |  |
| 7    | Cyril Maidment    |                    | 9   |  |  |
| 8    | Nigel Boocock     | Coventry Bees      | 9   |  |  |
| 9    | Geoff Mudge       |                    | 8   |  |  |
| 10   | Ivor Brown        |                    | 7   |  |  |
| 11   | Ken McKinlay      | West Ham Hammers   | 6   |  |  |
| 12   | Michael Watkin    |                    | 4   |  |  |
| 13   | Alf Wells         |                    | 3   |  |  |
| 14   | Dave Younghusband | Halifax Dukes      | 2   |  |  |
| 15   | Chris Julian      |                    | 1   |  |  |
| 16   | Jimmy Squibb      |                    | 1   |  |  |

Awans: 8 do finału 

### Finał
- 22 sierpnia 1967 r. (wtorek),  Londyn - West Ham

| Msc. | Zawodnik       | Klub                   | Pkt |  |  |
| ---- | -------------- | ---------------------- | --- |  |  |
| 1    | Barry Briggs   | Swindon Robins         | 15  |  |  |
| 2    | Ivan Mauger    | Newcastle Diamonds     | 13  |  |  |
| 3    | Eric Boocock   | Halifax Dukes          | 12  |  |  |
| 4    | Colin Pratt    | Cradley Heath Heathens | 11  |  |  |
| 5    | Rick France    |                        | 11  |  |  |
| 6    | Ray Wilson     | Long Eaton Archers     | 10  |  |  |
| 7    | Mike Broadbank |                        | 9   |  |  |
| 8    | Jim Airey      | Wolverhampton Wolves   | 8   |  |  |
| 9    | Nigel Boocock  | Coventry Bees          | 7   |  |  |
| 10   | Reg Luckhurst  |                        | 6   |  |  |
| 11   | Martin Ashby   | Swindon Robins         | 5   |  |  |
| 12   | Roy Trigg      | Oxford Cheetahs        | 5   |  |  |
| 13   | Terry Betts    | King’s Lynn Stars      | 3   |  |  |
| 14   | Trevor Hedge   | Wimbledon Dons         | 3   |  |  |
| 15   | Cyril Maidment |                        | 1   |  |  |
| 16   | George Hunter  |                        | 0   |  |  |